# 631

## Události
- Bitva u Wogastisburgu – Slované vedení Sámem porážejí franského krále Dagoberta I.
- Výprava Sámových Slovanů do Durynska v odvetu za předchozí franský nájezd.

## Hlavy států
- Papež – Honorius I. (625–638)
- Sámova říše – Sámo (623–659)
- Byzantská říše – Herakleios (610–641)
- Franská říše
  - Neustrie & Burgundsko – Dagobert I. (629–639)
  - Austrasie – Dagobert I. (623–634) + Ansegisel (majordomus) (629–639)
  - Akvitánsko – Charibert II. (629–632)
- Anglie
  - Wessex – Cynegils (611–643) + Cwichelm (626–636)
  - Essex – Sigeberht I. Malý (617–653)
- První bulharská říše –  Kuvrat (630–641/668)
- Perská říše – Bórán (630–631) » Ázarméducht (631)